# Nachrichtentechnik

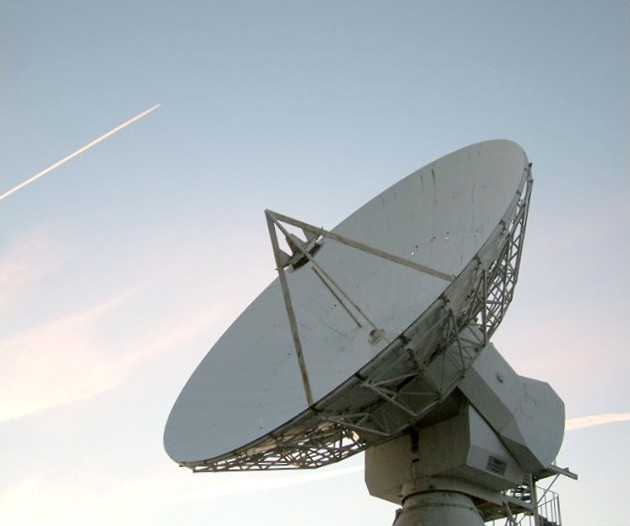
13,5-m-Ka-Band-Antenne der ESTRACK-Station in Redu, Belgien

Die Nachrichtentechnik ist eine Ingenieurwissenschaft, die sich als Teilgebiet der Elektrotechnik mit der Aufnahme, Übertragung und Speicherung von Nachrichten (Informationen) beschäftigt. Wie in fast allen Technikbereichen hat die Digitaltechnik, besonders die Digitale Signalverarbeitung, die früher rein auf Analogtechnik basierende Nachrichtentechnik stark beeinflusst und zu Verbesserungen in vielen Bereichen geführt.

## Definition und Abgrenzung
Die Nachrichtentechnik beschäftigt sich mit der Gewinnung, Umwandlung, Übertragung, Vermittlung, Speicherung und Ausgabe von informationstragenden Signalen. Die Hauptaufgabe der Nachrichtentechnik ist es, Informationen möglichst unverfälscht von einer oder mehreren Informationsquellen zu einer oder mehreren -senken zu übermitteln. Zur Nachrichtentechnik zählt neben zahlreichen anderen Disziplinen auch die Telekommunikation. Telekommunikation ist Informationsaustausch zwischen räumlich entfernten Informationsquellen und -senken unter Benutzung nachrichtentechnischer Systeme. Praktisch ausgedrückt, ist bei einem Telefongespräch zwischen zwei Menschen mit Mobiltelefonen das System aus Mobilfunknetz und den beiden (strenggenommen: allen im Netz angemeldeten) Mobiltelefonen das nachrichtentechnische System. Beide Telefone sind dabei ständig gleichzeitig Informationsquelle und Informationssenke.
Gelegentlich wird die Nachrichtentechnik/Kommunikationstechnik mit der Kommunikationswissenschaft verwechselt. Die Nachrichtentechnik befasst sich mit den technischen Systemen zur Kommunikation, die Kommunikationswissenschaft befasst sich hingegen mit der Kommunikation zwischen Entitäten, die diese technischen Mittel nutzen – im Allgemeinen also zwischen Menschen, aber auch zwischen Maschinen wie z. B. Computern. Ein Teilgebiet sind Massenmedien-Inhalte wie zum Beispiel Informationssendungen, die über nachrichtentechnische Systeme wie den Rundfunk, aber auch über klassische Medien wie etwa Zeitungen verbreitet werden.

## Geschichte
Bedingt durch neue wissenschaftliche Erkenntnisse und die technische Entwicklung haben sich die Möglichkeiten der Nachrichtentechnik enorm erweitert und tun dies weiterhin, siehe etwa die Entwicklung von der kabelgebundenen Festnetz-Telefonie der 1980er Jahre hin zur heutigen Mobiltelefonie mit multimediafähigen Smartphones. Diese Entwicklung fand auch im Wandel des Namens dieser Ingenieurdisziplin ihren Ausdruck. Sprach man anfänglich von Schwachstromtechnik, so wurde etwa 1909 durch Rudolf Franke der Name Fernmeldetechnik geprägt. Heute spricht man auch von Informations- und Kommunikationstechnik.

## Teilgebiete
Die Nachrichtentechnik umfasst ein sehr großes Aufgabengebiet, so dass sich eine ganze Reihe von Teilgebieten herausgebildet hat.
Technische Teilgebiete:
- Antennentechnik
- Elektronische Datenverarbeitung
- Filtertechnik
- Funktechnik
- Kanalkodierung
- Modulation
- Verstärker
- Schaltungstechnik
- Signalverarbeitung
- Digitale Signalverarbeitung
- Telekommunikation
- Übertragungstechnik
- Laser
- Schall
- Vermittlungstechnik
- Rechnernetze
- Dienste
- Mobilkommunikation
- Hochfrequenztechnik
- Sensorik
- Radartechnik
- Ortung
- Korrelation
- Endgerätetechnik

Theoretische Grundlagen:
- Signaltheorie
- Informationstheorie
- Codierungstheorie
- Systemtheorie
- Nachrichtenverkehrstheorie
- Datenkompression
- Schaltungstheorie
- Leitungstheorie

## Frequenzbereiche
Entsprechend den verwendeten Frequenzen unterscheidet man in der Nachrichtentechnik
- Niederfrequenztechnik (Tontechnik)
- Hochfrequenztechnik (Rundfunk- und Fernsehtechnik, Richtfunk, Mobilfunk, Satellitenkommunikation)
- Mikrowellentechnik (Radar)
- Kategorie:Optische Nachrichtentechnik (Laser, Glasfaserkabel)

## Anwendungsbereiche
Die größte von Menschenhand geschaffene Maschine war bis vor einigen Jahren ein nachrichtentechnisches System, nämlich das weltweite Telefonnetz. Momentan durchläuft das Telefonnetz eine Übergangsphase und geht in einem weiteren, noch größeren nachrichtentechnischen System auf, dem Internet, ohne dass dies einer breiteren Öffentlichkeit bewusst ist. Das Telefonnetz wird bzw. wurde, nachdem es eine Zeitlang als Zugangstechnologie zum Internet diente, selbst zu einem Bestandteil des Internets, und verändert sich dabei technologisch und strukturell fundamental. Dieser Prozess ist in Deutschland und anderen westlichen Industrieländern bereits weitgehend abgeschlossen. So hatte bis Ende 2018 die Deutsche Telekom das Festnetz, das heißt vor allem auch die technische Infrastruktur für Telefon- und Datenfernverbindungen, in ganz Deutschland auf die Internet-basierte IP-Telefonie und alle Anschlüsse auf VDSL-Technik umgestellt. Für den normalen Festnetz-Telefonkunden änderte sich dabei nur, dass sein bisheriges Festnetztelefon nun eventuell an einen DSL-Router angeschlossen ist, bei gleicher oder erweiterter Funktionalität.
Das Internet ist ein Beispiel für die fließenden Übergänge von der Nachrichtentechnik zur Informatik. Einerseits sind nachrichtentechnische Systeme häufig wichtige Komponenten in den Rechnersystemen der technischen und angewandten Informatik, andererseits basieren moderne nachrichtentechnische Systeme häufig auf Theorien und Verfahren der Informatik und sind im Kern Rechnersysteme.